# Ночера Умбра
Ночера Умбра (итал. Nocera Umbra) је насеље у Италији у округу Перуђа, региону Умбрија.
Према процени из 2011. у насељу је живело 1690 становника. Насеље се налази на надморској висини од 498 м.

## Становништво
Према резултатима пописа становништва 2011. у општини је живело 5.953 становника.
| 1931. | 1936. | 1951. | 1961. | 1971. | 1981. | 1991. | 2001. | 2011. |
| ----- | ----- | ----- | ----- | ----- | ----- | ----- | ----- | ----- |
| 9.961 | 8.866 | 8.853 | 7.629 | 6.344 | 6.160 | 6.124 | 5.896 | 5.953 |

## Партнерски градови
- Фрозиноне, Gabicce Mare